# María José la Valenciana
María José la Valenciana (1974 - 2 de agosto de 2018) fue una personalidad de Internet española, conocida principalmente por su cuenta en Instagram.

## Biografía
Nacida en Sagunto, Provincia de Valencia, España, y asignada varón al nacer, fue abandonada por su madre al poco de nacer y fue criada por sus abuelos. Tras sus muertes, se vio obligada a ejercer la prostitución para sobrevivir y afrontar los gastos de la cirugía de afirmación de género, trabajando mayoritariamente en "Partenón", una discoteca de Torremolinos, Málaga. Fue compañera de cuarto de la vedette y prostituta La Veneno. Su padre, pescador del puerto de Sagunto, toleró su transexualidad, algo poco habitual en aquella época. Comenzó a ser conocida en 2016 cuando su compañero de trabajo abrió una cuenta en Instagram, donde publicaba vídeos de sus momentos más divertidos, alcanzando como seguidores a más de 20.000 personas y figuras públicas españolas.

### Fallecimiento
María José la Valenciana falleció el 2 de agosto de 2018 tras recaer en el alcoholismo poco después de finalizar el proceso de desintoxicación.